# Michael Learned
Michael Learned (9 de Abril, de 1939) é uma actriz norte-americana vencedora de diversos prémios nos anos 70 e 80, incluindo três Emmy pela série The Waltons e um com a série Nurse.

## Filmografia(seleccionada)
- 1972-79 - The Waltons
- 1973 - Gunsmoke
- 1974 - Police Story
- 1980 - Nurse
- 1984 - St. Elsewhere
- 1993 - Dragon: The Bruce Lee Story
- 2006-09 - Scrubs
- 2010 - General Hospital